# Francisco Fernández Torrejón
Pour les articles homonymes, voir Francisco Fernández, Fernández et Torrejón.
Francisco Javier Fernández Torrejón est un footballeur chilien né le 19 août 1975.